# حبس في القفص

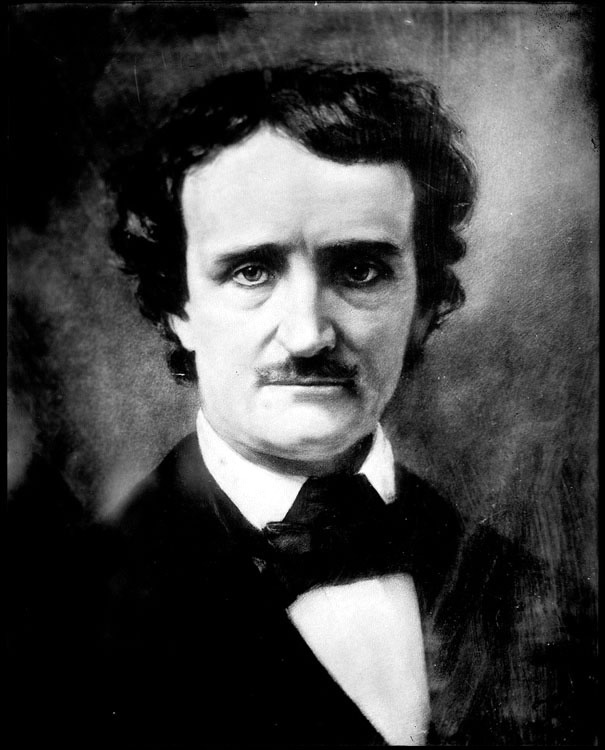

الحبس في القفص عبارة عن ممارسة كانت تتم في الولايات المتحدة خلال القرن التاسع عشر حيث يتم إجبار المشاركين الذين لا يرغبون في التصويت على التصويت، في كثير من الأحيان عدة مرات، لمرشح معين في الانتخابات. وبشكل عام، يتم الإمساك بهؤلاء المارة الأبرياء من الشارع من قبل ما يسمى بـ «عصابات الحبس» أو «عصابات الانتخابات» الذين يعملون على كشوف المرتبات الخاصة بمرشح سياسي، وقد يتم الإبقاء عليهم في غرفة، تسمى «القفص»، ويتم إعطاؤهم الكحول أو المخدرات من أجل دفعهم للامتثال. وإذا رفضوا التعاون، فسيتعرضون للضرب أو حتى القتل. وفي كثير من الأحيان يتم تغيير ملابسهم للسماح لهم بالتصويت عدة مرات. وأحيانا يضطر الضحايا إلى ارتداء أقنعة مثل الشعر المستعار أو لحى وهمية أو شوارب حتى لا يتم التعرف عليهم من قبل المسؤولين عن عملية الاقتراع في مراكز الاقتراع.
ويعتقد البعض أن إدغار آلان بو كان ضحية الحبس في القفص قبل وفاته الغامضة في أوائل أكتوبر 1849.